# Give Me Up
Give Me Up est une chanson de Michael Fortunati, sortie en single à l'été 1986 sur le label Flarenasch, qui se classe dans le top 5 des principaux classements des discothèques en France.
Elle connait également le succès en Asie, et est notamment adaptée en une version japonaise qui sera elle-même reprise de nombreuses fois par divers artistes, en singles ou en albums.

## Classements
| Pays                  | Meilleure position |
| --------------------- | ------------------ |
| France (discothèques) | 2                  |
| Japon                 | 45                 |

## Versions japonaises
- Give Me Up est une chanson du duo BaBe sortie sur son premier single en 1987, utilisée comme générique d'une série télévisée.
- Give Me Up est une chanson de Yōko Nagayama parue sur son album Venus de 1987.
- Give Me Up est une chanson du duo W parue sur son album Duo U&U de 2004.
- Give Me Up est une chanson de Beni Arashiro parue sur son album Beni de 2005, utilisée comme thème musical d'une publicité.
- Give Me Up est une chanson de Nicomon sortie en single en 2005.
- Give Me Up est une chanson de Mi sortie en single en 2006.
- Give Me Up est une chanson du groupe Melon Kinenbi parue sur son album Mega Melon de 2008.
- Give Me Up est une chanson de Nami Tamaki sortie en single en 2009.